# 奧爾錫彭河
51°8′51.3312″N 7°8′18.5568″E / 51.147592000°N 7.138488000°E

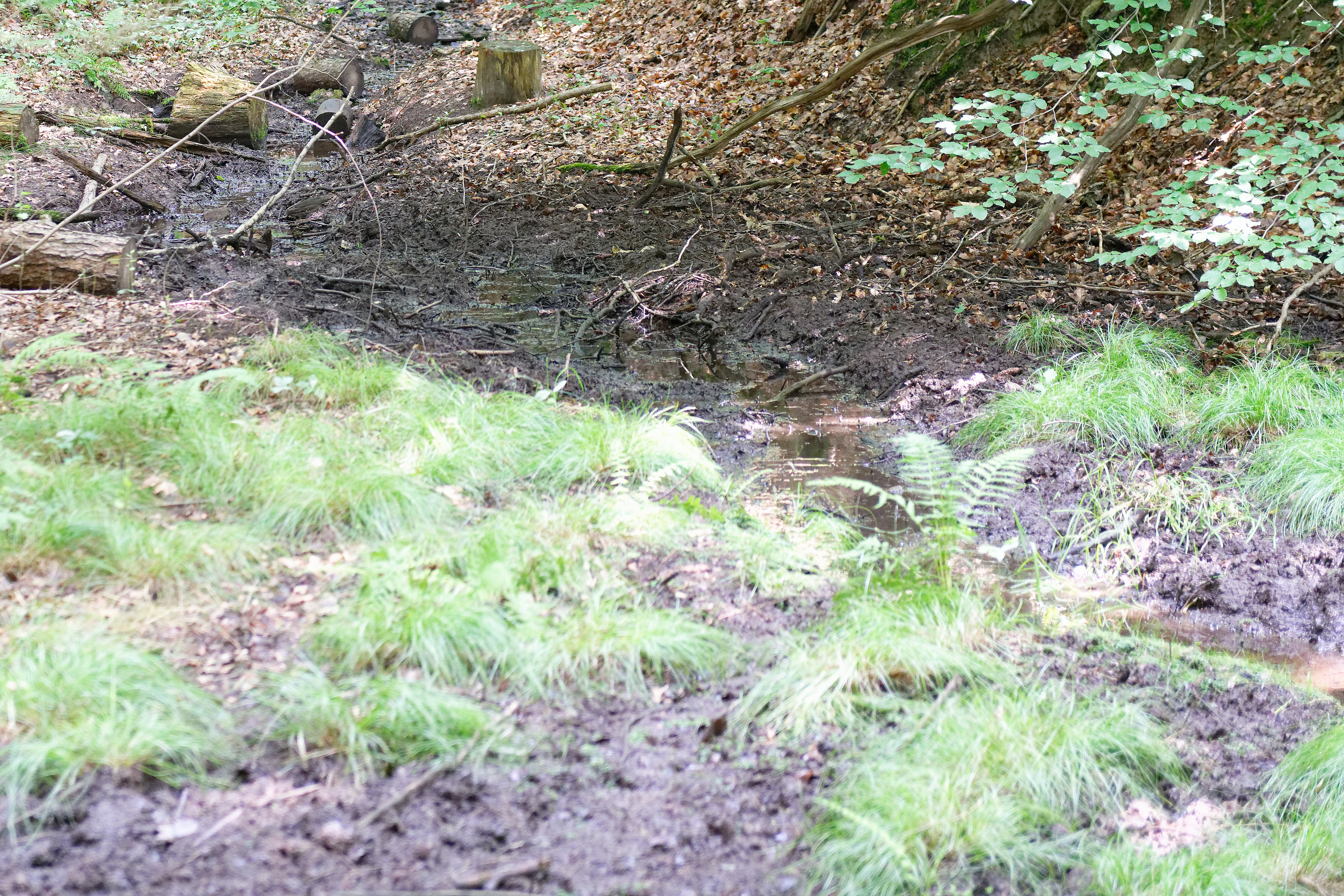

奧爾錫彭河（德語：Ohlsiepen），是德國的河流，位於該國西部，處於北萊茵-威斯特法倫州，屬於伍珀河的左支流，河道全長0.5公里，河畔城鎮有雷姆沙伊德和索林根。